# Aalesunds Fotballklubb 2020
Questa voce raccoglie le informazioni riguardanti l'Aalesunds Fotballklubb nelle competizioni ufficiali della stagione 2020.

## Stagione
A seguito della promozione arrivata al termine del campionato 2019, l'Aalesund ha partecipato all'Eliteserien 2020.
A causa della pandemia di COVID-19, il 12 marzo 2020 è stato reso noto che la Norges Fotballforbund aveva inizialmente rinviato l'inizio dell'attività calcistica al 15 aprile. A seguito della decisione del ministero della cultura di vietare la ripresa delle attività fino al 15 giugno, i calendari del campionato sono stati ancora rimodulati. Il 7 maggio, il ministro della cultura Abid Raja ha confermato che l'Eliteserien sarebbe ricominciata il 16 giugno. Il 12 giugno, Raja ha reso noto che sarebbe stata permessa una capienza massima di 200 spettatori. Dal 30 settembre, la capienza è stata aumentata a 600 spettatori.
Il 10 settembre 2020, la Norges Fotballforbund – dopo diversi rinvii – ha dovuto annullare l'edizione stagionale del Norgesmesterskapet, a causa dell'impossibilità di disputare tutte le partite previste a causa della condensazione del calendario del campionato. Anche il calciomercato è stato organizzato quindi diversamente, con una sessione estiva e una autunnale.
Il 23 agosto, l'Aalesund ha esonerato l'allenatore Lars Bohinen. Due giorni più tardi, Lars Arne Nilsen è stato scelto al suo posto.
La squadra ha chiuso la stagione al 16º finale, retrocedendo pertanto in 1. divisjon.

## Maglie e sponsor
Lo sponsor tecnico per la stagione 2020 è stato Umbro, mentre lo sponsor ufficiale è stato Sparebanken Møre. La divisa casalinga era composta da una maglietta arancione con inserti blu, pantaloncini blu e calzettoni arancioni. Quella da trasferta era invece composta da una maglietta blu con rifiniture arancioni, pantaloncini arancioni e calzettoni blu.
| Casa | Trasferta |

## Rosa
| N. |                        | Ruolo | Calciatore                |
| -- | ---------------------- | ----- | ------------------------- |
| 1  | Norvegia (bandiera)    | P     | Andreas Lie               |
| 2  | Paesi Bassi (bandiera) | D     | Shaquill Sno              |
| 3  | Islanda (bandiera)     | D     | Daníel Leó Grétarsson     |
| 4  | Norvegia (bandiera)    | D     | Jonas Grønner             |
| 5  | Norvegia (bandiera)    | D     | Oddbjørn Lie              |
| 6  | Paesi Bassi (bandiera) | D     | Daan Klinkenberg          |
| 7  | Capo Verde (bandiera)  | C     | Nenass                    |
| 8  | Norvegia (bandiera)    | C     | Fredrik Carlsen           |
| 9  | Cile (bandiera)        | A     | Niklas Castro             |
| 10 | Islanda (bandiera)     | A     | Hólmbert Aron Friðjónsson |
| 11 | Norvegia (bandiera)    | A     | Simen Bolkan Nordli       |
| 14 | Inghilterra (bandiera) | C     | Jordon Mutch              |
| 15 | Norvegia (bandiera)    | D     | Ståle Steen Sæthre        |
| 16 | Norvegia (bandiera)    | D     | Jørgen Hatlehol           |
| 17 | Senegal (bandiera)     | A     | Mamadou Diaw              |
| 18 | Islanda (bandiera)     | D     | Davíð Kristján Ólafsson   |
| 19 | Norvegia (bandiera)    | C     | Peter Orry Larsen         |

| N. |                           | Ruolo | Calciatore              |
| -- | ------------------------- | ----- | ----------------------- |
| 20 | Burundi (bandiera)        | D     | Parfait Bizoza          |
| 21 | Danimarca (bandiera)      | D     | Kasper Jørgensen        |
| 22 | Norvegia (bandiera)       | A     | Sigurd Haugen           |
| 24 | Norvegia (bandiera)       | P     | Enock Mawete Mwimba     |
| 25 | Norvegia (bandiera)       | P     | Gudmund Kongshavn       |
| 27 | Norvegia (bandiera)       | D     | Sigurd Tafjord          |
| 28 | Norvegia (bandiera)       | D     | Håvard Mork Breivik     |
| 29 | Norvegia (bandiera)       | P     | Markus Hessen Pettersen |
| 30 | Nigeria (bandiera)        | C     | Izunna Uzochukwu        |
| 32 | Norvegia (bandiera)       | C     | Kristoffer Ødven        |
| 34 | Norvegia (bandiera)       | C     | Sverre Sætre Orten      |
| 35 | Norvegia (bandiera)       | C     | Ola Aga Ljoså           |
| 36 | Norvegia (bandiera)       | A     | Vetle Fiskerstrand      |
| 37 | Norvegia (bandiera)       | D     | Ulrik Syversen          |
| 38 | Norvegia (bandiera)       | C     | Isak Dybvik Määttä      |
| 39 | Costa d'Avorio (bandiera) | D     | Benjamin Karamoko       |
| 41 | Norvegia (bandiera)       | C     | Markus Karlsbakk        |

## Calciomercato

### Sessione estiva(dal 10/06 al 30/06)
| Arrivi | Arrivi              | Arrivi               | Arrivi     |
| R.     | Nome                | da                   | Modalità   |
| ------ | ------------------- | -------------------- | ---------- |
| P      | Gudmund Kongshavn   |                      | svincolato |
| D      | Parfait Bizoza      |                      | svincolato |
| D      | Daan Klinkenberg    |                      | svincolato |
| D      | Shaquill Sno        | Telstar              | definitivo |
| C      | Jordon Mutch        |                      | svincolato |
| A      | Simen Bolkan Nordli | HamKam               | definitivo |
| A      | Sigurd Haugen       | Union Saint-Gilloise | definitivo |

| Partenze | Partenze           | Partenze     | Partenze      |
| R.       | Nome               | a            | Modalità      |
| -------- | ------------------ | ------------ | ------------- |
| P        | Tarjei Aase Omenås |              | svincolato    |
| P        | Marius Berntzen    |              | svincolato    |
| D        | Kristoffer Hay     | Bryne        | definitivo    |
| D        | Jernade Meade      |              | svincolato    |
| D        | Kaj Ramsteijn      |              | svincolato    |
| D        | Kenny van der Weg  |              | svincolato    |
| C        | Wílmer Azofeifa    | Sarpsborg 08 | fine prestito |
| C        | Sondre Fet         | Bodø/Glimt   | prestito      |
| C        | Aron Þrándarson    |              | svincolato    |
| A        | Tega George        | Strømmen     | definitivo    |
| A        | Pape Habib Guèye   | Kortrijk     | definitivo    |

### Sessione autunnale(dall'08/09 al 05/10)
| Arrivi | Arrivi            | Arrivi     | Arrivi     |
| R.     | Nome              | da         | Modalità   |
| ------ | ----------------- | ---------- | ---------- |
| D      | Kasper Jørgensen  | Lyngby     | prestito   |
| D      | Benjamin Karamoko | Haugesund  | prestito   |
| D      | Sigurd Tafjord    | Spjelkavik | definitivo |

| Partenze | Partenze                  | Partenze  | Partenze   |
| R.       | Nome                      | a         | Modalità   |
| -------- | ------------------------- | --------- | ---------- |
| D        | Daníel Leó Grétarsson     | Blackpool | definitivo |
| D        | Håvard Mork Breivik       | Hødd      | prestito   |
| C        | Jordon Mutch              |           | svincolato |
| A        | Hólmbert Aron Friðjónsson | Brescia   | definitivo |

## Risultati

### Eliteserien

#### Girone di andata
| Arbitro: | Skjerven (Kaupanger) |

|                   |           |                                                   |
| Bolkan Nordli 29’ | Marcatori | 10’ Wolff Eikrem 45’ Hussain 54’ James 86’ Hestad |

| Arbitro: | Steen (Bergen) |

|                                                                   |           |                                        |
| Pellegrino 24’, 35’, 65’ Kalludra 30’ Askar 63’ Sørli 68’ Bye 80’ | Marcatori | 11’ (aut.) P. Ulvestad 37’ Friðjónsson |

| Arbitro: | Eskås (Oslo) |

|                            |           |                |
| Castro 30’ Friðjónsson 72’ | Marcatori | 53’, 59’ Bamba |

| Arbitro: | Hansen Grøtta |

|                     |           |            |
| Maigaard 89’ (aut.) | Marcatori | 30’ Haugen |

| Arbitro: | Amland (Bergen) |

|                   |           |                                     |
| Castro 83’ (rig.) | Marcatori | 28’ Ibrahim 31’ Dragsnes 90’ Liseth |

| Arbitro: | Hagen (Grue) |

|                      |           |                      |
| Stokke 63’ Finne 65’ | Marcatori | 34’, 46’ Friðjónsson |

| Arbitro: | Hansen (Feda) |

|                        |           |                                                                     |
| Friðjónsson 83’ (rig.) | Marcatori | 14’, 55’ Zinckernagel 32’ Fet 35’ J. Hauge 52’ Saltnes 69’ Boniface |

| Arbitro: | Amland (Bergen) |

|               |           |  |
| Moen Foss 38’ | Marcatori |  |

| Arbitro: | Saggi (Drammen) |

|                   |           |                                                    |
| Bolkan Nordli 42’ | Marcatori | 7’ Kinoshita 60’ Edvardsen 87’ (rig.) Hanche-Olsen |

| Arbitro: | Steen (Bergen) |

|                                                     |           |                              |
| Lauritsen 11’ (rig.) Ruud 37’ (rig.) Nordkvelle 90’ | Marcatori | 18’ Bolkan Nordli 43’ Bizoza |

| Arbitro: | Hobber Nilsen (Oslo) |

|                                  |           |                           |
| Friðjónsson 17’, 61’ (rig.), 81’ | Marcatori | 16’ Bringaker 19’ Schulze |

| Arbitro: | Hagen (Grue) |

|                                                              |           |  |
| Coulibaly 48’ Abdellaoue 52’ (rig.), 63’ (rig.) Soltvedt 90’ | Marcatori |  |

| Arbitro: | Skjerven (Kaupanger) |

|                                  |           |                         |
| Orry Larsen 6’ Castro 80’ (rig.) | Marcatori | 24’, 41’ (rig.) Berisha |

| Arbitro: | Saggi (Drammen) |

|                                            |           |                      |
| Islamović 32’ (rig.), 34’ Zachariassen 45’ | Marcatori | 16’, 69’ Friðjónsson |

| Arbitro: | Hagen (Grue) |

|                 |           |                                    |
| Friðjónsson 12’ | Marcatori | 25’ Wadji 34’ (rig.), 58’ Sandberg |

#### Girone di ritorno
| Arbitro: | Hafsås (Trondheim) |

|          |           |  |
| Twum 29’ | Marcatori |  |

| Arbitro: | Skjerven (Kaupanger) |

|  |           |            |
|  | Marcatori | 48’ Heintz |

| Arbitro: | Hagenes (Flaktveit) |

|                                                        |           |                                            |
| Bytyqi 5’, 73’ Berisha 65’ (rig.) Vikstøl 76’ Bell 90’ | Marcatori | 26’ (rig.) Bolkan Nordli 82’ (rig.) Haugen |

| Arbitro: | Aslam (Kaupanger) |

|            |           |                       |
| Haugen 62’ | Marcatori | 41’, 68’ Zachariassen |

| Arbitro: | Saggi (Drammen) |

|               |           |                            |
| Karlsbakk 28’ | Marcatori | 53’ Moumbagna 65’ Kalludra |

| Arbitro: | Hafsås (Trondheim) |

|                                                   |           |  |
| Bohinen 39’ Edvardsen 52’ Solheim 58’ Valsvik 81’ | Marcatori |  |

| Arbitro: | Steen (Bergen) |

|  |           |                                                  |
|  | Marcatori | 45’ Lurås Bjørtuft 64’ Egell-Johnsen 84’ Bakenga |

| Arbitro: | Hansen (Feda) |

|  |           |            |
|  | Marcatori | 75’ Castro |

| Arbitro: | Hafsås (Trondheim) |

|                                                                         |           |  |
| Vetlesen 38’ Saltnes 44’, 56’ Solbakken 70’ Junker 81’, 90’ Bjørkan 90’ | Marcatori |  |

| Arbitro: | Skjerven (Kaupanger) |

|            |           |                   |
| Bizoza 31’ | Marcatori | 64’ (rig.) Dønnum |

| Arbitro: | Hafsås (Trondheim) |

|                     |           |                  |
| Bamba 36’, 44’, 61’ | Marcatori | 39’ Fiskerstrand |

| Arbitro: | Hansen Grøtta |

|  |           |          |
|  | Marcatori | 34’ Vega |

| Arbitro: | Hansen (Feda) |

|                            |           |                   |
| Wolff Eikrem 31’ James 79’ | Marcatori | 90’ (rig.) Haugen |

| Arbitro: | Amland (Bergen) |

|               |           |                                                                   |
| Karlsbakk 80’ | Marcatori | 10’ Hove 47’ (aut.) Mawete Mwimba 54’ Salvesen 63’ Tchamba Bangou |

| Arbitro: | Hafsås (Trondheim) |

|                                          |           |  |
| Liseth 13’ Nakkim 17’ Gauseth 45’ (rig.) | Marcatori |  |

## Statistiche

### Statistiche di squadra
| Competizione | Punti | In casa | In casa | In casa | In casa | In casa | In casa | In trasferta | In trasferta | In trasferta | In trasferta | In trasferta | In trasferta | Totale | Totale | Totale | Totale | Totale | Totale | DR  |
| Competizione | Punti | G       | V       | N       | P       | Gf      | Gs      | G            | V            | N            | P            | Gf           | Gs           | G      | V      | N      | P      | Gf     | Gs     | DR  |
| ------------ | ----- | ------- | ------- | ------- | ------- | ------- | ------- | ------------ | ------------ | ------------ | ------------ | ------------ | ------------ | ------ | ------ | ------ | ------ | ------ | ------ | --- |
| Eliteserien  | 11    | 15      | 1       | 3       | 11      | 16      | 39      | 15           | 1            | 2            | 12           | 14           | 46           | 30     | 2      | 5      | 23     | 30     | 85     | -55 |
| Totale       | -     | 15      | 1       | 3       | 11      | 16      | 39      | 15           | 1            | 2            | 12           | 14           | 46           | 30     | 2      | 5      | 23     | 30     | 85     | -55 |

### Andamento in campionato
| Giornata  | 1  | 2  | 3  | 4  | 5  | 6  | 7  | 8  | 9  | 10 | 11 | 12 | 13 | 14 | 15 | 16 | 17 | 18 | 19 | 20 | 21 | 22 | 23 | 24 | 25 | 26 | 27 | 28 | 29 | 30 |
| --------- | -- | -- | -- | -- | -- | -- | -- | -- | -- | -- | -- | -- | -- | -- | -- | -- | -- | -- | -- | -- | -- | -- | -- | -- | -- | -- | -- | -- | -- | -- |
| Luogo     | C  | T  | C  | T  | C  | T  | C  | T  | C  | T  | C  | T  | C  | T  | C  | T  | C  | T  | C  | C  | C  | C  | T  | T  | C  | T  | C  | T  | C  | T  |
| Risultato | P  | P  | N  | N  | P  | N  | P  | P  | P  | P  | V  | P  | N  | P  | P  | P  | P  | P  | P  | P  | P  | P  | V  | P  | N  | P  | P  | P  | P  | P  |
| Posizione | 16 | 16 | 15 | 14 | 15 | 16 | 16 | 16 | 16 | 16 | 16 | 16 | 16 | 16 | 16 | 16 | 16 | 16 | 16 | 16 | 16 | 16 | 16 | 16 | 16 | 16 | 16 | 16 | 16 | 16 |

Fonte:  Eliteserien 2020, su altomfotball.no, Altomfotball. URL consultato il 29 luglio 2022 (archiviato dall'url originale il 20 settembre 2022).
Legenda:

Luogo: C = Casa; T = Trasferta. Risultato: V = Vittoria; N = Pareggio; P = Sconfitta.

### Statistiche dei giocatori
| Giocatore           | Eliteserien | Eliteserien | Eliteserien | Eliteserien | Coppa nazionale | Coppa nazionale | Coppa nazionale | Coppa nazionale | Coppe europee | Coppe europee | Coppe europee | Coppe europee | Altre coppe | Altre coppe | Altre coppe | Altre coppe | Totale   | Totale | Totale      | Totale     |
| Giocatore           | Presenze    | Reti        | Ammonizioni | Espulsioni  | Presenze        | Reti            | Ammonizioni     | Espulsioni      | Presenze      | Reti          | Ammonizioni   | Espulsioni    | Presenze    | Reti        | Ammonizioni | Espulsioni  | Presenze | Reti   | Ammonizioni | Espulsioni |
| ------------------- | ----------- | ----------- | ----------- | ----------- | --------------- | --------------- | --------------- | --------------- | ------------- | ------------- | ------------- | ------------- | ----------- | ----------- | ----------- | ----------- | -------- | ------ | ----------- | ---------- |
| O. Aga Ljoså        | 0           | 0           | 0           | 0           |                 |                 |                 |                 |               |               |               |               |             |             |             |             | 0        | 0      | 0           | 0          |
| P. Bizoza           | 23          | 2           | 6           | 0           |                 |                 |                 |                 |               |               |               |               |             |             |             |             | 23       | 2      | 6           | 0          |
| S. Bolkan Nordli    | 28          | 4           | 3           | 0           |                 |                 |                 |                 |               |               |               |               |             |             |             |             | 28       | 4      | 3           | 0          |
| F. Carlsen          | 14          | 0           | 2           | 0           |                 |                 |                 |                 |               |               |               |               |             |             |             |             | 14       | 0      | 2           | 0          |
| N. Castro           | 24          | 4           | 7           | 0           |                 |                 |                 |                 |               |               |               |               |             |             |             |             | 24       | 4      | 7           | 0          |
| M. Diaw             | 4           | 0           | 0           | 0           |                 |                 |                 |                 |               |               |               |               |             |             |             |             | 4        | 0      | 0           | 0          |
| I. Dybvik Määttä    | 12          | 0           | 1           | 0           |                 |                 |                 |                 |               |               |               |               |             |             |             |             | 12       | 0      | 1           | 0          |
| V. Fiskerstrand     | 8           | 1           | 0           | 0           |                 |                 |                 |                 |               |               |               |               |             |             |             |             | 8        | 1      | 0           | 0          |
| H. Friðjónsson      | 15          | 11          | 1           | 0           |                 |                 |                 |                 |               |               |               |               |             |             |             |             | 15       | 11     | 1           | 0          |
| D. Grétarsson       | 14          | 0           | 2           | 0           |                 |                 |                 |                 |               |               |               |               |             |             |             |             | 14       | 0      | 2           | 0          |
| J. Grønner          | 26          | 0           | 5           | 0           |                 |                 |                 |                 |               |               |               |               |             |             |             |             | 26       | 0      | 5           | 0          |
| J. Hatlehol         | 14          | 0           | 2           | 0           |                 |                 |                 |                 |               |               |               |               |             |             |             |             | 14       | 0      | 2           | 0          |
| S. Haugen           | 25          | 4           | 8           | 1           |                 |                 |                 |                 |               |               |               |               |             |             |             |             | 25       | 4      | 8           | 1          |
| M. Hessen Pettersen | 0           | 0           | 0           | 0           |                 |                 |                 |                 |               |               |               |               |             |             |             |             | 0        | 0      | 0           | 0          |
| K. Jørgensen        | 10          | 0           | 2           | 0           |                 |                 |                 |                 |               |               |               |               |             |             |             |             | 10       | 0      | 2           | 0          |
| B. Karamoko         | 11          | 0           | 4           | 0           |                 |                 |                 |                 |               |               |               |               |             |             |             |             | 11       | 0      | 4           | 0          |
| M. Karlsbakk        | 19          | 2           | 0           | 0           |                 |                 |                 |                 |               |               |               |               |             |             |             |             | 19       | 2      | 0           | 0          |
| D. Klinkenberg      | 27          | 0           | 2           | 0           |                 |                 |                 |                 |               |               |               |               |             |             |             |             | 27       | 0      | 2           | 0          |
| G. Kongshavn        | 14          | -39         | 3           | 0           |                 |                 |                 |                 |               |               |               |               |             |             |             |             | 14       | -39    | 3           | 0          |
| A. Lie              | 16          | -41         | 2           | 0           |                 |                 |                 |                 |               |               |               |               |             |             |             |             | 16       | -41    | 2           | 0          |
| O. Lie              | 13          | 0           | 1           | 0           |                 |                 |                 |                 |               |               |               |               |             |             |             |             | 13       | 0      | 1           | 0          |
| E. Mawete Mwimba    | 2           | -5          | 0           | 0           |                 |                 |                 |                 |               |               |               |               |             |             |             |             | 2        | -5     | 0           | 0          |
| H. Mork Breivik     | 1           | 0           | 0           | 0           |                 |                 |                 |                 |               |               |               |               |             |             |             |             | 1        | 0      | 0           | 0          |
| J. Mutch            | 1           | 0           | 0           | 0           |                 |                 |                 |                 |               |               |               |               |             |             |             |             | 1        | 0      | 0           | 0          |
| Nenass              | 14          | 0           | 3           | 0           |                 |                 |                 |                 |               |               |               |               |             |             |             |             | 14       | 0      | 3           | 0          |
| K. Ødven            | 2           | 0           | 0           | 0           |                 |                 |                 |                 |               |               |               |               |             |             |             |             | 2        | 0      | 0           | 0          |
| D. Ólafsson         | 27          | 0           | 3           | 1           |                 |                 |                 |                 |               |               |               |               |             |             |             |             | 27       | 0      | 3           | 1          |
| P. Orry Larsen      | 22          | 1           | 1           | 0           |                 |                 |                 |                 |               |               |               |               |             |             |             |             | 22       | 1      | 1           | 0          |
| S. Sætre Orten      | 0           | 0           | 0           | 0           |                 |                 |                 |                 |               |               |               |               |             |             |             |             | 0        | 0      | 0           | 0          |
| S. Sno              | 23          | 0           | 4           | 0           |                 |                 |                 |                 |               |               |               |               |             |             |             |             | 23       | 0      | 4           | 0          |
| S. Steen Sæthre     | 18          | 0           | 4           | 0           |                 |                 |                 |                 |               |               |               |               |             |             |             |             | 18       | 0      | 4           | 0          |
| U. Syversen         | 0           | 0           | 0           | 0           |                 |                 |                 |                 |               |               |               |               |             |             |             |             | 0        | 0      | 0           | 0          |
| S. Tafjord          | 4           | 0           | 0           | 0           |                 |                 |                 |                 |               |               |               |               |             |             |             |             | 4        | 0      | 0           | 0          |
| I. Uzochukwu        | 24          | 0           | 3           | 0           |                 |                 |                 |                 |               |               |               |               |             |             |             |             | 24       | 0      | 3           | 0          |